# 161e division d'infanterie (Allemagne)
Pour les articles homonymes, voir 161e division d'infanterie.
La  161e division d'infanterie  (en allemand : 161. Infanterie-Division ou 161. ID) est une des divisions d'infanterie de l'armée allemande (Wehrmacht) durant la Seconde Guerre mondiale.

## Création
La 161. Infanterie-Division est formée le 1er décembre 1939 sur le Truppenübungsplatz (terrain d'entrainement) d'Arys dans le Wehrkreis I en tant qu'élément de la 7. Welle (7e vague de mobilisation).
Elle est dissoute en novembre 1943 après avoir subi de lourdes pertes sur le Front de l'Est. L'état-major de la division forme l'état-major du Korps-Abteilung A, qui inclut aussi le Divisions-Gruppe 161 formé des éléments survivants de la division.
La division est reformée le 27 juillet 1944 à partir du Korps-Abteilung A et est détruite en août 1944 à Iași en Roumanie.

## Organisation

### Commandants
| Date                                  | Grade           | Commandant                 |
| ------------------------------------- | --------------- | -------------------------- |
| 1er décembre 1939 - 17 septembre 1941 | Generalleutnant | Hermann Wilck              |
| 17 septembre 1941 - 15 août 1942      | Generalleutnant | Heinrich Recke             |
| 15 août 1942 - 22 août 1942           | Generalmajor    | Otto Schell                |
| 22 août 1942 - 28 août 1943           | Generalleutnant | Karl-Albrecht von Groddeck |
| 28 août 1943 - 15 novembre 1943       | Generalmajor    | Paul Drekmann              |
| Reformation                           |                 |                            |
| 27 juillet 1944 - 5 septembre 1944    | Generalmajor    | Paul Drekmann              |

### Officiers d'opérations (Generalstabsoffiziere (Ia))
| Date                               | Grade          | Commandant              |
| ---------------------------------- | -------------- | ----------------------- |
| 5 janvier 1940 - 1er avril 1941    | Hauptmann      | Joachim von Amsberg     |
| 1er avril 1941 - 15 juillet 1941   | Major          | Oldwig von Natzmer (de) |
| 13 juillet 1941 - 4 mars 1942      | Major          | Johannes Hölz           |
| 4 mars 1942 - 1er juin 1942        | Major          | Moritz Liebe            |
| 1er juin 1942 - 29 novembre 1942   | Major          | Johannes Hölz           |
| 20 octobre 1943 - 10 décembre 1943 | Oberstleutnant | Heinz Thien             |
| Reformation                        |                |                         |
| 27 juillet 1944 - 5 septembre 1944 | ?              | ?                       |

## Théâtres d'opérations
- Prusse orientale : décembre 1939 - Juin 1941
- Front de l'Est, secteur Centre : juin 1941 - Décembre 1942
  - 1941 - 1942 : Opération Barbarossa
    - 22 octobre 1941 au 22 janvier 1942 : Bataille de Moscou
- France : décembre 1942 - avril 1943
- Front de l'Est, secteur Sud : avril 1943 - Janvier 1944
  - 5 juillet au 23 août 1943 : Bataille de Koursk
- Front de l'Est, secteur Sud : juillet 1944 - août 1944

## Ordres de bataille
1939
- Infanterie-Regiment 336
- Infanterie-Regiment 364
- Infanterie-Regiment 371
- Artillerie-Regiment 241
- Pionier-Bataillon 241
- Panzerabwehr-Abteilung 241
- Infanterie-Divisions-Nachrichten-Abteilung 241
- Infanterie-Divisions-Nachschubtruppen 241

1944
- Grenadier-Regiment 371
- Grenadier-Regiment 866
- Grenadier-Regiment 50
- Feldersatz-Bataillon 241
- Divisions-Füsilier-Bataillon 161
- Artillerie-Regiment 241
- Pionier-Bataillon 241
- Panzerabwehr-Abteilung 241
- Infanterie-Divisions-Nachrichten-Abteilung 241
- Infanterie-Divisions-Nachschubtruppen 241